# Heidteich (Owschlag)
Der Heidteich ist ein kleiner  See in Owschlag im Kreis Rendsburg-Eckernförde in Schleswig-Holstein. Seine Wasserfläche beträgt 9,7 ha, die Uferlänge beträgt 1,3 km.
Ursprünglich bildete der See mit dem Owschlager See ein Gewässer. Inzwischen sind die beiden kleinen Seen durch eine Bahntrasse und durch den Ort Owschlag voneinander getrennt. Über einen Verbindungsbach wird der Owschlager See aber weiterhin aus dem Heidteich (der mehrere Quellen hat) gespeist.